# Maurizio Fagiolo dell'Arco
Maurizio Fagiolo dell'Arco (Roma, 22 novembre 1939 – Roma, 11 maggio 2002) è stato un critico d'arte e collezionista d'arte italiano.

## Biografia
Figlio del poeta e architetto Mario dell'Arco e di Anna Maria Manmano, laureato in Storia dell'arte alla Sapienza di Roma, allievo di Giulio Carlo Argan, è stato professore all'Accademia di Belle Arti di Roma e giornalista (“Avanti!”, “Il Messaggero”, “Il Giornale dell'Arte”). Il fondamentale testo Rapporto 60 è del 1966. Pochi mesi dopo pubblica la monografia su Bernini con il fratello, Marcello Fagiolo: un esempio emblematico degli studi di uno storico dell'arte e collezionista. Nel 1977, pur vincendo il Concorso per la cattedra di Professore Straordinario di Storia dell'arte moderna, rifiuta l'incarico universitario.
Nella sua attività di storico dell'arte si è interessato soprattutto del Barocco, nelle molteplici espressioni artistiche, e di arte moderna e contemporanea: è stato fra i primi a interessarsi della festa barocca, mentre nell'ambito delle arti figurative dei primi anni del XX secolo si è interessato fra l'altro dei futuristi, della Scuola romana e del Realismo magico. Ha svolto anche attività pubblicistica, ha organizzato mostre e curato cataloghi, e si è interessato anche dei rapporti fra cinema e arti figurative.
Collezionista d'arte, nel 1999 ha donato la sua collezione di arte barocca al Museo di Palazzo Chigi di Ariccia. Morto improvvisamente per una crisi cardiaca, è seppellito accanto ai suoi genitori nel cimitero di Genzano di Roma.

## Opere (elenco incompleto)
- Maurizio Fagiolo dell'Arco, Rapporto 60. Le arti oggi in Italia, Roma, Bulzoni, 1966.
- Maurizio Fagiolo dell'Arco e Marcello Fagiolo, Bernini. Una introduzione al gran teatro barocco, Roma 1967.
- Maurizio Fagiolo dell'Arco, Le Opere di misericordia : contributo alla poetica del Caravaggio, Milano, All'insegna del pesce d'oro, 1969.
- Maurizio Fagiolo dell'Arco, Il Parmigianino: un saggio sull'ermetismo nel Cinquecento, Roma, M. Bulzoni, 1970.
- Maurizio Fagiolo Dell'Arco (a cura di), Architettura barocca a Roma, Roma, Bulzoni, 1972.
- Maurizio Fagiolo dell'Arco, La scenografia : dalle sacre rappresentazioni al futurismo, Firenze, Sansoni, 1973.
- Maurizio Fagiolo dell'Arco, Innocenti, Roma, Editalia, 1977.
- Maurizio Fagiolo dell'Arco, Silvia Carandini, L'effimero Barocco : strutture della festa nella Roma del 600, Roma, Bulzoni, 1978.
- Maurizio Fagiolo dell'Arco, Cosa Mentale : città = Roma, AAM, 1979.
- Maurizio Fagiolo dell'Arco, Bernini, con la collaborazione di Angela Cipriani, Antella (Firenze), Scala, 1981.
- Maurizio Fagiolo Dell'Arco (a cura di), Arte del Novecento italiano nelle collezioni Assitalia, Milano, Electa, 1987.
- Maurizio Fagiolo Dell'Arco (a cura di), Realismo magico: pittura e scultura in Italia, 1919-1925, Milano, Mazzotta, 1988.
- Maurizio Fagiolo dell'Arco, Alberto Savinio, Milano, Fabbri, 1989.
- Maurizio Fagiolo dell'Arco, Mario Tozzi (pittore): Italiens de Paris, Bulzoni, 1990.
- Maurizio Fagiolo dell'Arco (a cura di), Palazzo Baj-Micara a Roma: architettura e decorazione 1895-1897, Con un testo di Valerio Rivosecchi e la relazione di Cecilia Bernardini, Roma, Istituto Grafico Editoriale Romano, 1990.
- Maurizio Fagiolo dell'Arco, Futur-Balla: la vita e le opere, Milano, Electa, 1992.
- Maurizio Fagiolo dell'Arco (a cura di), Armando Spadini, 1883-1925 : tra Ottocento e avanguardia, Milano, Electa, 1995.
- Maurizio Fagiolo dell'Arco, Vita silente: Giorgio De Chirico dalla metafisica al barocco, Milano, Skira, 1997.
- Maurizio Fagiolo dell'Arco, Pietro da Cortona e i suoi cortoneschi : bilancio di un centenario e qualche novità, Roma, Bulzoni, 1998.
- Maurizio Fagiolo Dell'Arco (a cura di), Giorgio de Chirico: metafisica dei Bagni misteriosi, Milano, Skira, 1998.
- Maurizio Fagiolo Dell'Arco (a cura di): Figura L'Immagine di un secolo, Bologna, Edizioni Marescalchi, 1999.
- Maurizio Fagiolo dell'Arco, L'immagine al potere : vita di Giovan Lorenzo Bernini, Roma, Bari, Laterza, 2001, II ed. 2004.
- Maurizio Fagiolo dell'Arco, Classicismo pittorico : Metafisica, Valori Plastici, Realismo Magico e "900", Milano, Costa & Nolan, 2006.